# Найратмія

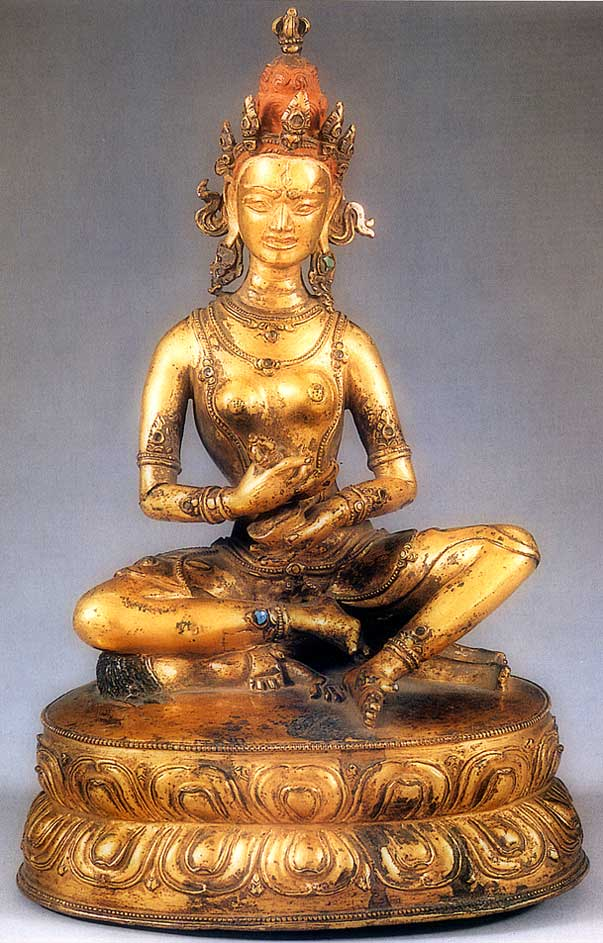
Найратмія, Центральний Тибет, шістнадцяте століття. Музей мистецтв округу Лос-Анджелес, з колекції Наслі та Еліс Хіраманек. Найратмія зображена у вигляді сидячого йогіні, її обличчя палахкотить всевидючою мудрістю.

Найратмія (Nairātmyā або Dagmema, тиб. བདག་མེད་མ་, Вайлі: bdag med ma) — йогіні в буддизмі, дружина Хеваджри в Хеваджра-тантрі. Ім'я означає «та, хто не має себе (ātman)». Nair-ātmyā — це жіноча форма nairātmya, яка походить від nirātman (санскритська негативна частка «niḥ» у поєднанні з іменником чоловічого роду, що означає «само-» ātman); nairātmya означає «ніратман», а в жіночій формі, nairātmyā, «та, яка не має себе». Nair-ātmyā, жінка без «я», тобто та, яка не має «я». Вона є втіленням буддійської філософської концепції анатмана (анатта на палі).